# Eschen (Liechtenstein)
Eschen (ⓘ, Dialekt: Escha) ist die grösste Gemeinde im Unterland des Fürstentums Liechtenstein. Eschen verfügt über eine Exklave und ist somit eine zweigeteilte Gemeinde. Sie ist Hauptort des Liechtensteiner Unterlandes am Südfuss und am Hang des Eschnerbergs. Zur Gemeinde Eschen zählt der Weiler Nendeln mit eigener Poststelle.
Eschen-Nendeln ist industriell geprägt und mit einer Fläche von 10,381 Quadratkilometern und einer Einwohnerzahl von 4573 die grösste Gemeinde des Liechtensteiner Unterlandes. Der Ortsteil Eschen zählt rund 2800 und der Ortsteil Nendeln rund 1400 Einwohner. Angrenzende Gemeinden sind Gamprin, Schellenberg, Mauren, Frastanz in Österreich, Planken, Schaan, Vaduz (Teilstück Riet) sowie, getrennt durch den Rhein, Buchs SG und Sennwald in der Schweiz.

## Geographie
| Tentscha |

| Rheinau |

| Nendeln |

| Eschen |

Eschen ist mit einer Fläche von 10,33 km² die grösste Gemeinde im liechtensteinischen Unterland. Das Dorf Eschen befindet sich am südlichen Abhang des Eschnerbergs sowie an zwei diesem vorgelagerten Hügeln. Südöstlich von Eschen, am Fuss des Dreischwesternmassivs, liegt das Dorf Nendeln, abgetrennt durch das Riet, durch das die Esche fliesst. Eschen grenzt im Norden an Schellenberg, im Westen an Gamprin, im Südwesten an die Schweizer Gemeinden Buchs (SG) und Sennwald, im Nordosten an Mauren, im Osten an Frastanz in Vorarlberg und im Süden an Planken und Schaan.
Eschen verfügt im Südwesten über die Exklave Rheinau-Tentscha mit Auen- und Ackerland. In dieser Exklave befindet sich der postalisch zu Bendern gehörende Produktionsbetrieb der Herbert Ospelt Anstalt. Die Exklave ist von einem rund 500 Meter schmalen, zu Gamprin gehörenden Gebietsstreifen mit dem Industriegebiet Unteratzig vom Rest des Eschner Gemeindegebiets abgetrennt.

## Geschichte

### Eschen
Eschen wird im churrätischen Reichsguturbar von 842 erstmals urkundlich in der Form von «Essane» erwähnt. Dieser Name ist vermutlich auf das keltische «esca», das heisst «am Wasser gelegen», zurückzuführen. Auf dem Gemeindegebiet von Eschen liegen die prähistorischen Siedlungsgebiete Malanser und Schneller.
Ein eigens angelegter «Historischer Höhenweg Eschnerberg» bietet dem Wanderer viele Möglichkeiten und zeigt dem historisch Interessierten gleichzeitig das Bild einer wechselvollen Geschichte. Die ältesten Hinweise auf menschliche Besiedlung, die wir derzeit aus dem Gebiet des heutigen Fürstentums Liechtenstein kennen, stammen von den Hügelkuppen Malanser, Lutzengüetle und Borscht auf dem Eschnerberg. Sie datieren in die Zeit um 4700 bis 4000 v. Chr. Als Hinterlassenschaft der damaligen Siedler wurden bei Grabungen Knochen- und Steingeräte, Keramikscherben und Spuren von Gebäuden dokumentiert.

### Nendeln
In schriftlichen Belegen vom 14. bis zum 18. Jahrhundert ist nicht der Begriff «Nendeln», sondern der Terminus «Nendlen» anzutreffen (vgl. die Dialektform «Nendla»). Zum Ursprung des Ortsnamens «Nendeln» liegen keine gesicherten Erkenntnisse vor.

Seit 1872 ist Nendeln an die Bahnstrecke Feldkirch–Buchs angeschlossen (siehe Bahnhof Nendeln).

### Wappen und Flagge
Das Wappen von Eschen wurde am 16. April 1942 verliehen. Es zeigt eine silberne Taube mit einem blutigen Holzspan im Schnabel oben im blauen Schild und unten das silberne Wellenband der Esche.
Die silberne Taube mit dem blutigen Holzspan ist dem Wappen des Klosters Pfäfers entnommen und stellt einen Bezug zur Gründungslegende dieses Klosters dar. Das Kloster Pfäfers hatte bis zu seiner Aufhebung (1838) die Pfarrpfrund Eschen inne.
Die Flagge der Gemeinde Eschen-Nendeln ist blau, in der Mitte geteilt durch das Silberband der Esche.

## Politik
Gemeindevorsteher ist seit 2019 Tino Quaderer (FPB). Er folgte auf  Günther Kranz (VU), der dieses Amt seit 2011 innehatte. Bei der Gemeindewahl am 5. März 2023 wurde er mit 80,7 % der gültigen Stimmen im Amt bestätigt.
Der Gemeinderat zählt zwölf Sitze (mit Vorsteher). Bei der Gemeindewahl am 5. März 2023 führte das Stimmenergebnis zu folgender Sitzverteilung:
| Vaterländische Union (VU)           | 4 Sitze  | − 1 |
| Fortschrittliche Bürgerpartei (FBP) | 5 Sitze* | ± 0 |
| Demokraten pro Liechtenstein (DpL)  | 2 Sitze  | + 1 |

* einschliesslich des Gemeindevorstehers

## Sehenswürdigkeiten

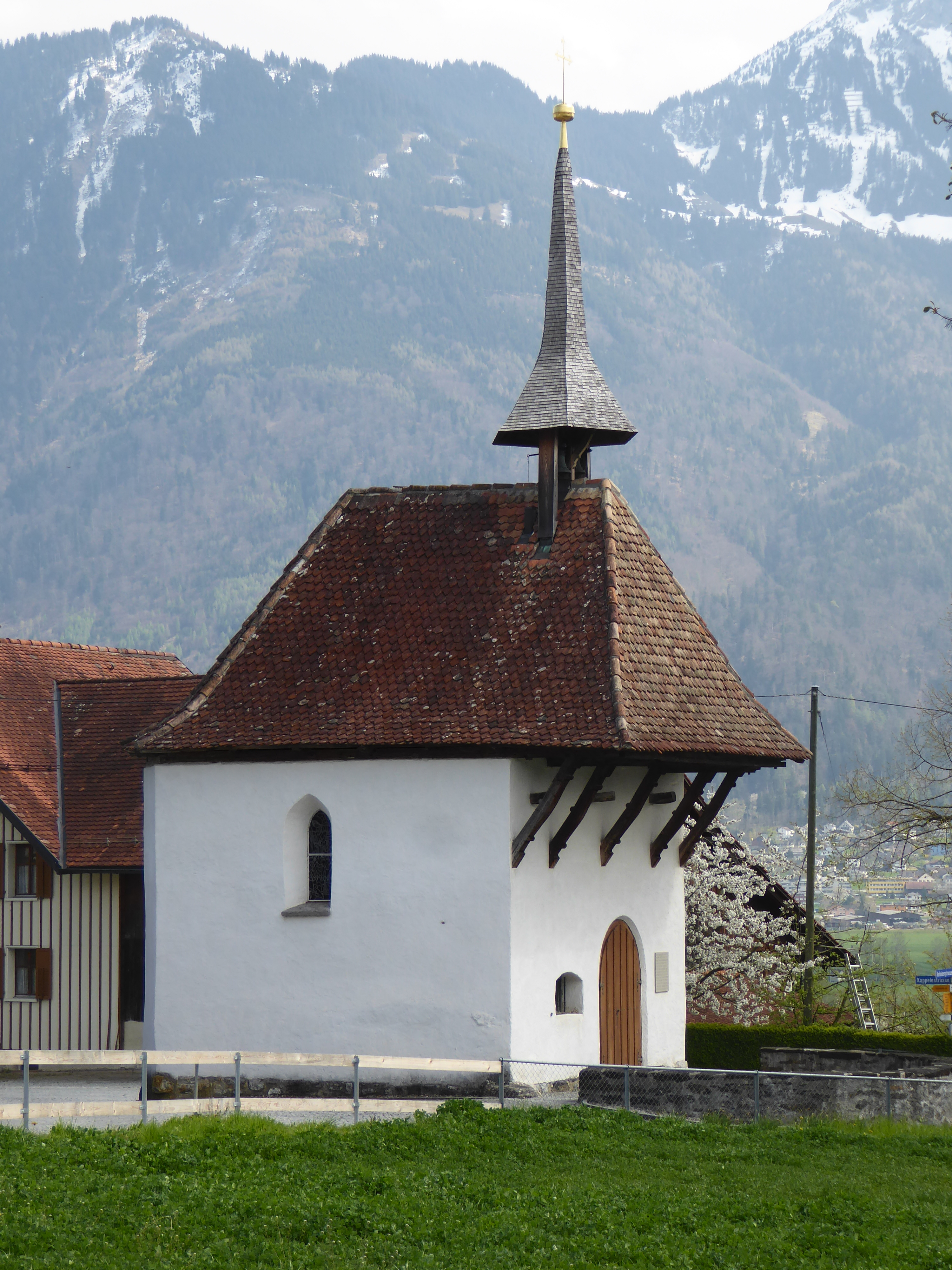
Die Heilig-Kreuz-Kapelle auf dem ehemaligen Richt- und Versammlungsplatz Rofenberg stammt wahrscheinlich aus dem frühen 16. Jahrhundert.
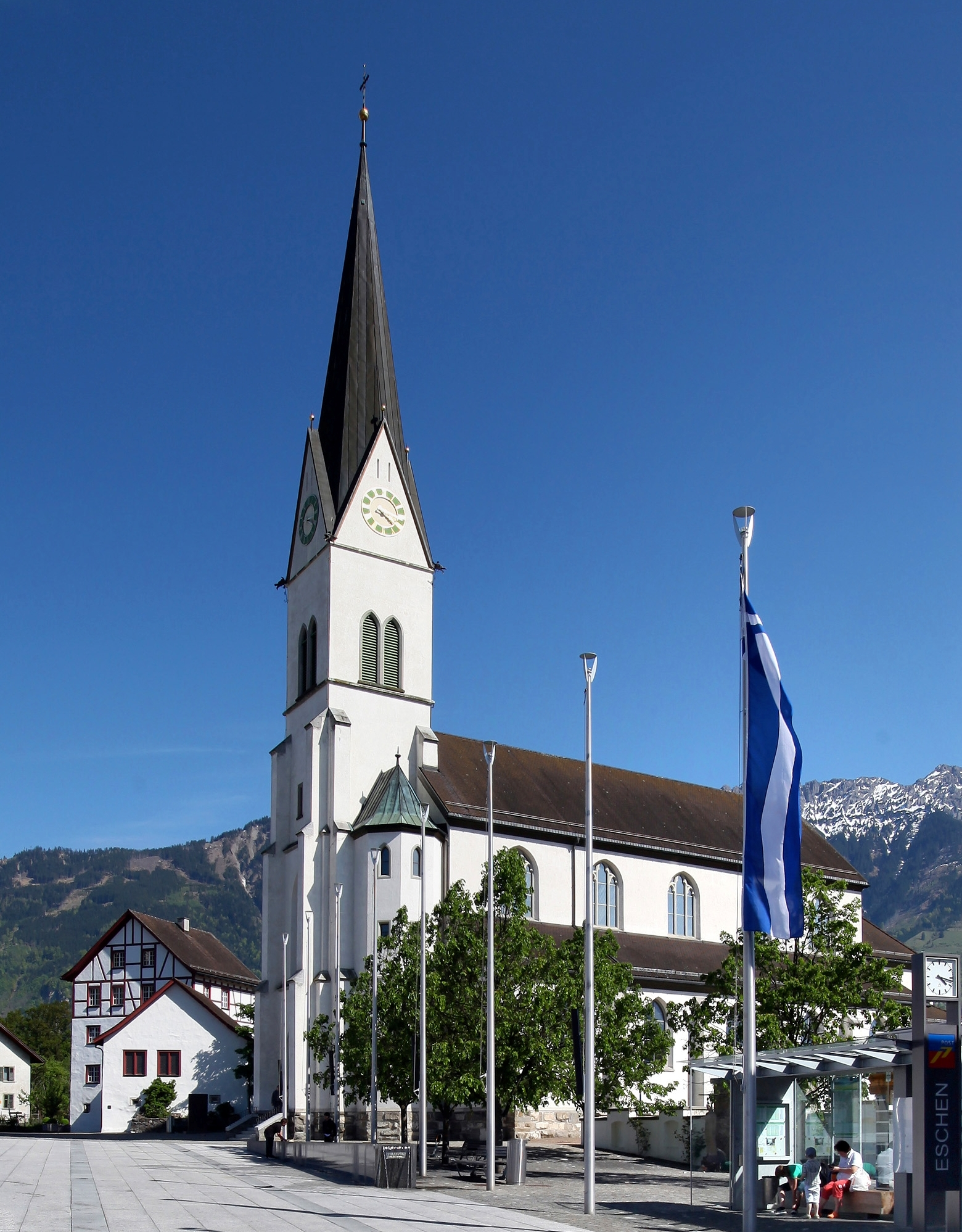
Die neugotische Pfarrkirche St. Martin wurde 1894 an Stelle einer frühmittelalterlichen, 1438 erweiterten Kirche errichtet
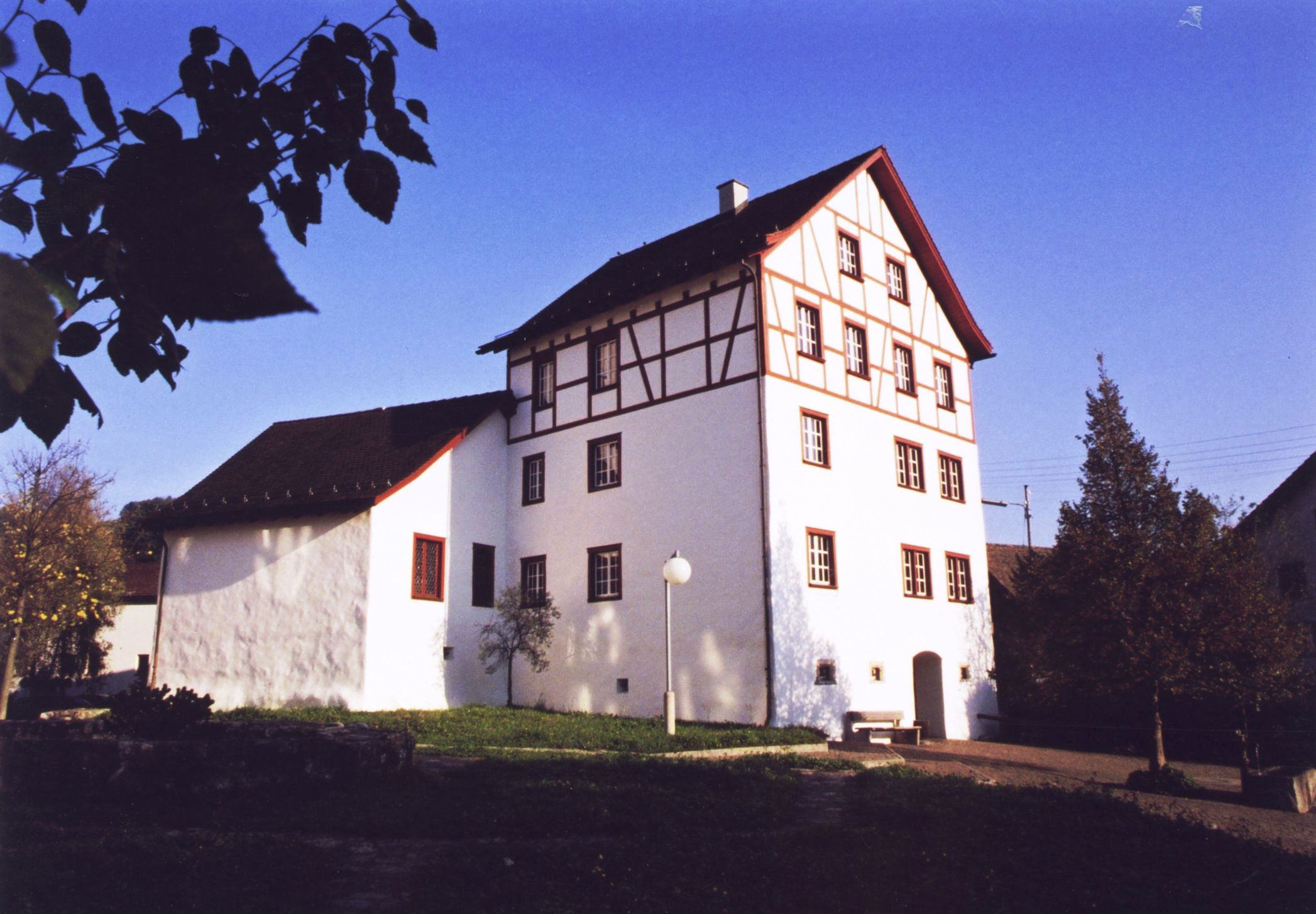
Die Pfrundbauten neben der Pfarrkirche stammen aus dem 14. Jahrhundert und erinnern an die lange Zugehörigkeit zum Kloster Pfäfers.
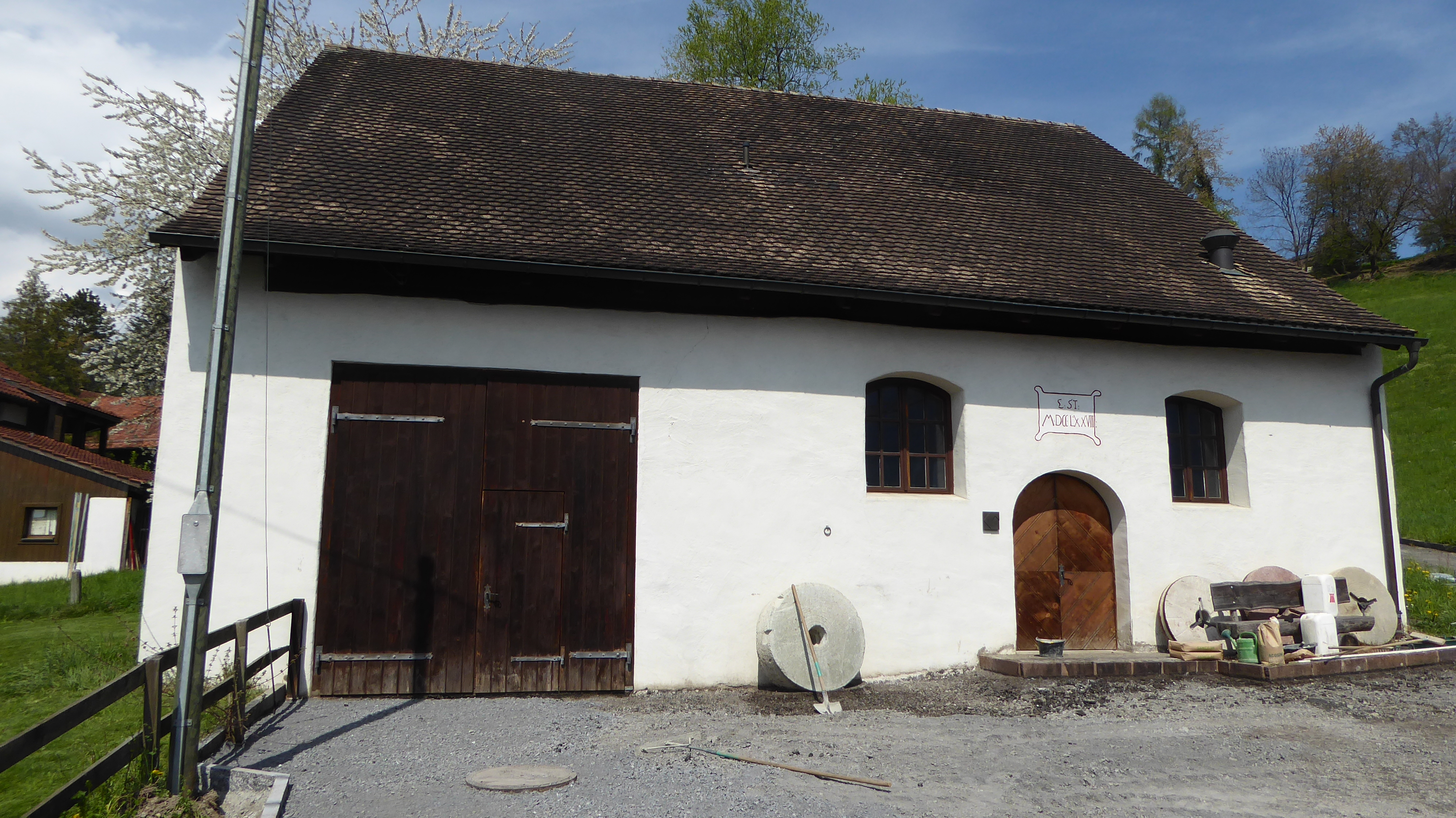
Die Mühle, bis 1911 Torkel und dann zu einer Mühle umgebaut, war bis vor wenigen Jahren in Betrieb.

## Wirtschaft
In Eschen haben unter anderem die Unternehmen Novodent und ThyssenKrupp Presta ihren Stammsitz.

## Sport
Am östlichen Ende des Industrieparks befindet sich der Sportpark Eschen-Mauren zu dem unter anderem ein 6.000 Zuseher fassendes Stadion gehört, das primär für Fussballspiele des fünffachen Liechtensteiner Pokalsiegers USV Eschen/Mauren Nutzen findet. Zwischen 1990 und 2015  fanden dort auch 12 Länderspiele der Liechtensteiner Fussballnationalmannschaft statt.

## Persönlichkeiten

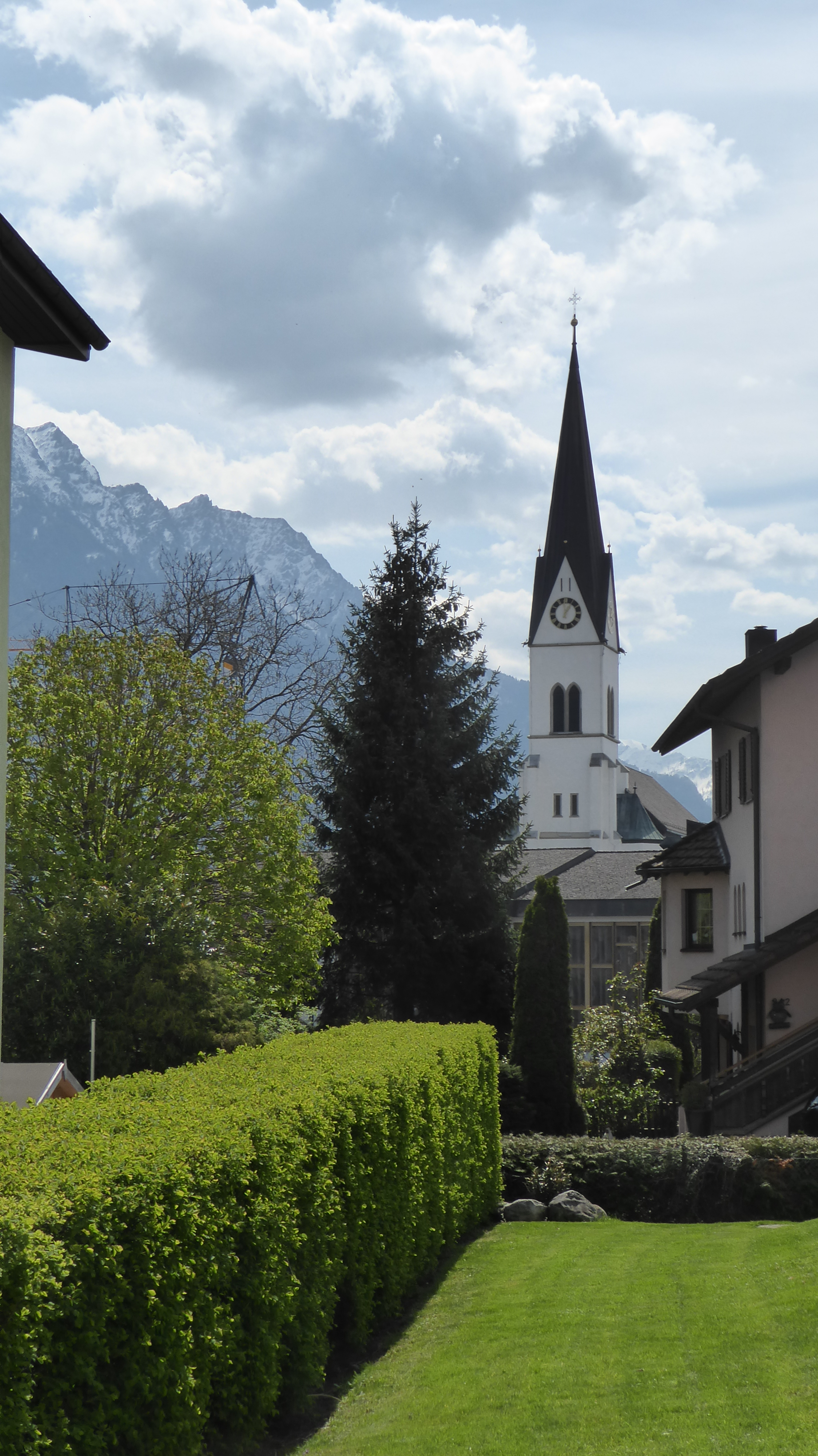
Dorf Eschen

- Karl Schädler (1804–1872), Arzt und Politiker, erster Landtagspräsident im Liechtensteinischen Landtag
- Eugen Schädler (1899–1973), im Ortsteil Nendeln geborener Landtagsabgeordneter und Unternehmer
- Richard Meier (1906–1982), Zahnarzt und Politiker (FBP)
- Hermann Meier (1911–2000), Polizeichef des Fürstlich Liechtensteinischen Sicherheitskorps
- Gerard Batliner (1928–2008), Politiker und Rechtsanwalt, Liechtensteiner Regierungschef 1962–1970
- Ewald Hasler (1932–2013), Radsportler
- Alois Lampert (1932–1977), Radsportler
- Hugo Marxer (* 1948), Künstler, Bildhauer und Maler
- Marlies Amann-Marxer (* 1952), Politikerin
- Herbert Marxer (* 1952), Skirennläufer
- Rudolf Lampert (1956–2021), Politiker (FBP)
- Ivo Klein (* 1961), Politiker, Landtagsvizepräsident
- Günther Marxer (* 1964), Skirennläufer
- Konstantin Ritter (* 1964), Skilangläufer
- Markus Hasler (* 1971), Skilangläufer

## Weitere Bilder

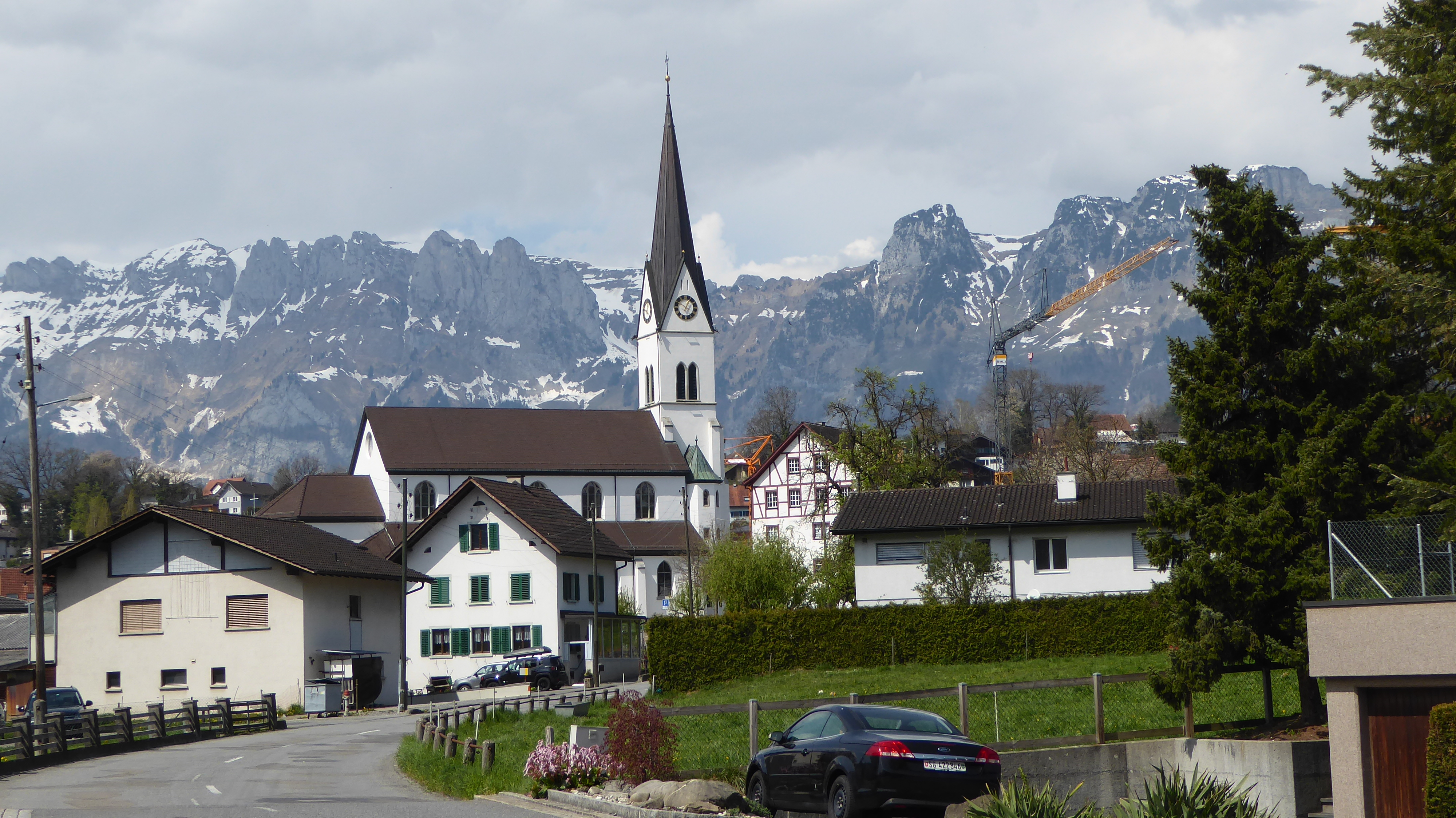
Eschen, im Hintergrund Alpstein
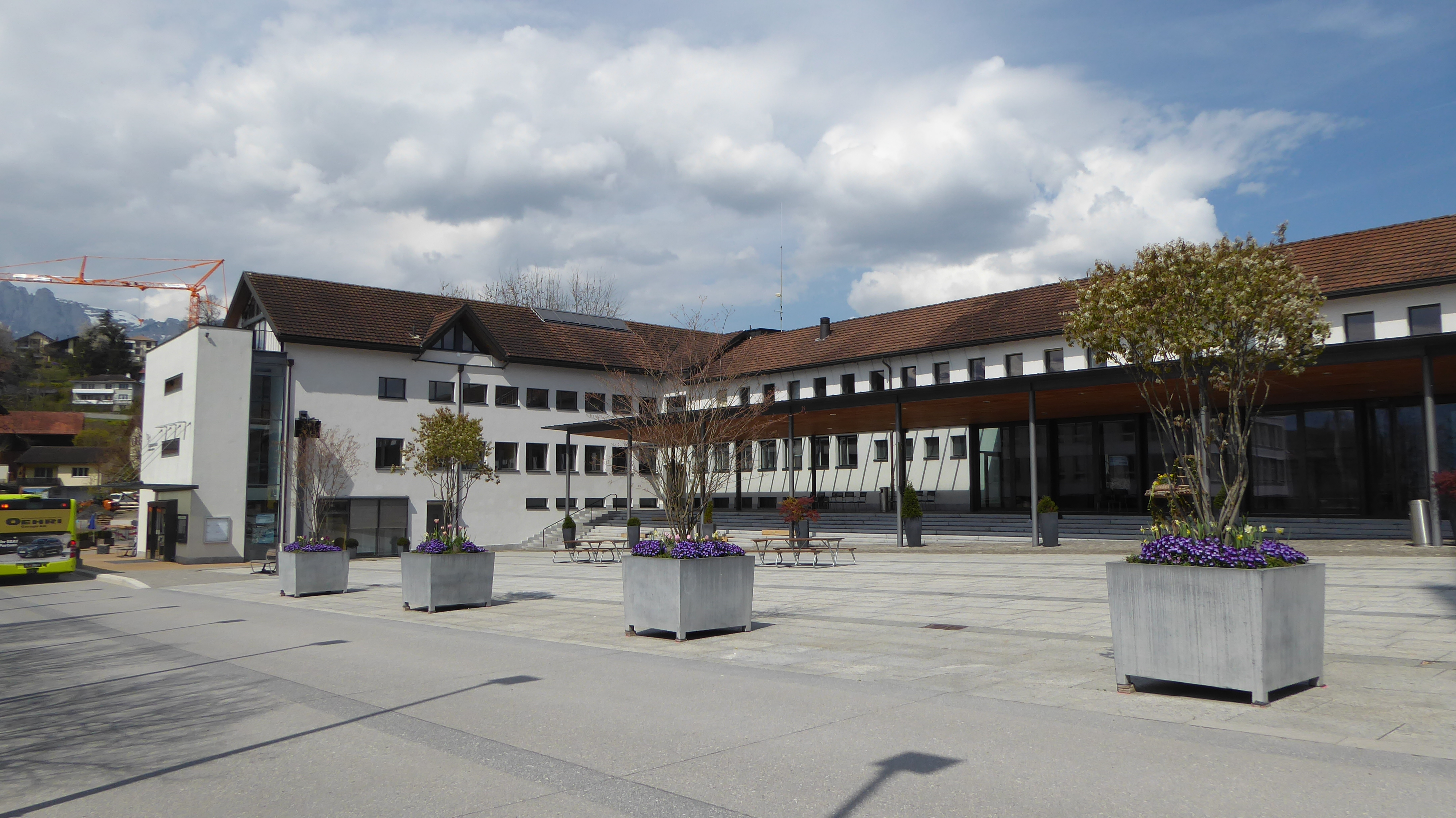
Gemeindehaus